# 룡남산텔레비죤

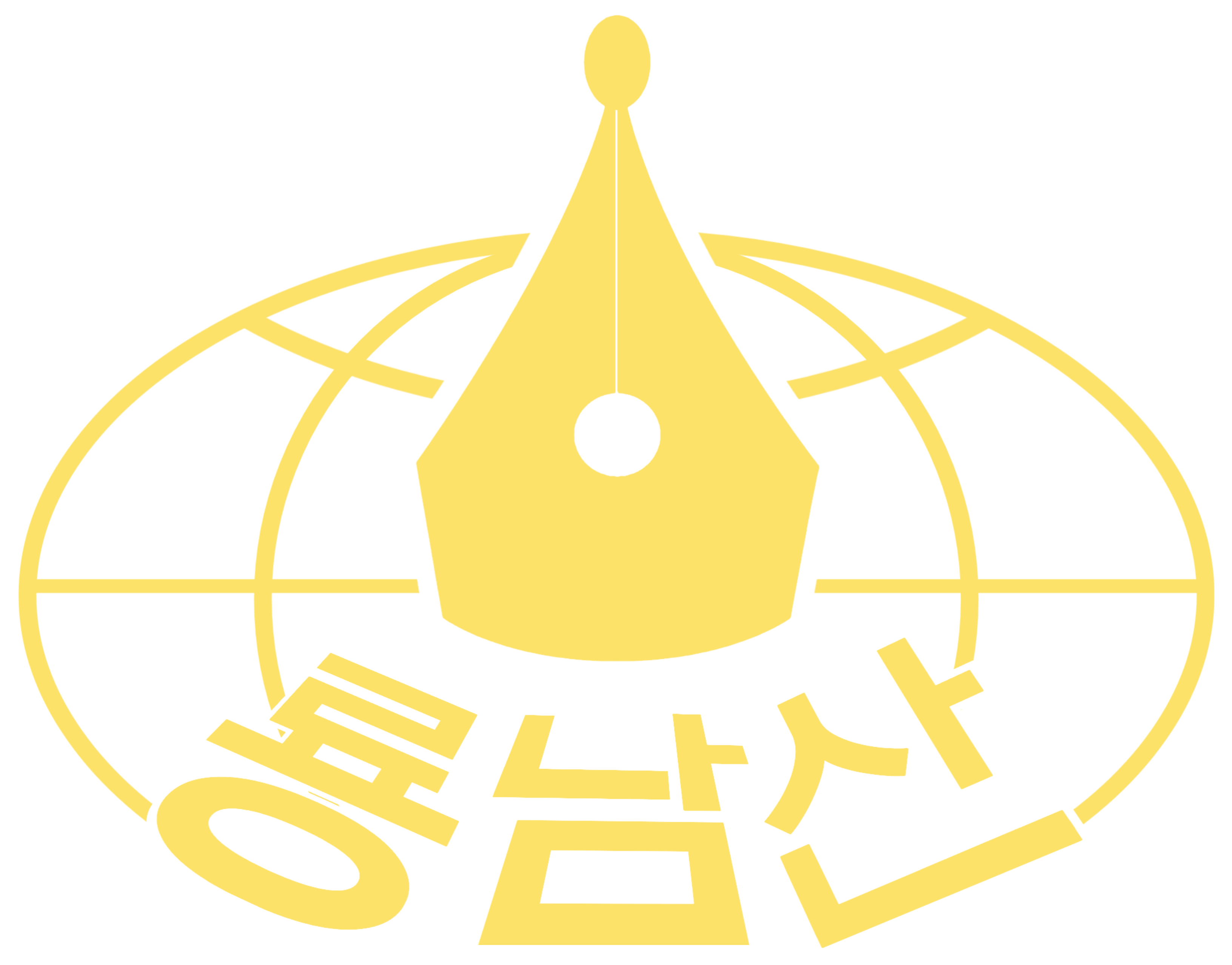

룡남산텔레비죤(龍南山텔레비죤, 영어: Ryongnamsan Television, 표준어: 용남산텔레비전)은 조선민주주의인민공화국의 텔레비전 방송국이다. 개성시에 본부를 두었던 대남 전용 방송국인 개성텔레비죤을 개편해서 1997년 2월 16일 조선교육문화텔레비죤이라는 이름으로 개국했으며, 2012년 9월 5일 룡남산텔레비죤으로 개편하여 현재와 같은 이름을 가지게 되었다. 방송 내용은 어학 강좌나 교양 프로그램인 경우가 많다.
방송 방식은 평양-개성 전용의 PAL 방식이지만 대한민국으로 향하는 NTSC방식도 있다. 대한민국 정부에서는 현재에도 제8채널에 방해 전파를 송출하고 있지만, 전파 상황에 따라서는 서울 시내에서도 시청이 가능하게 되는 경우가 있다.

## 개편
조선중앙방송은 사회주의교육에관한테제 발표 35돌을 기념하여 평양지역에서 조선교육문화텔레비죤을 대학생 교육을 위한 룡남산텔레비죤방송으로 개편 송출한다고 밝혔다. 송출 시간대는 월, 수, 금요일 19시-22시이며, 김일성종합대학과 김책공업종합대학 등지의 전자도서관에 수록된 자료들, 기타 대학공부를 위한 자료들, 외국 영상의 원어송출, 체육문화 편집물등을 중심으로 편성하고 있다.